# Windows Media Audio

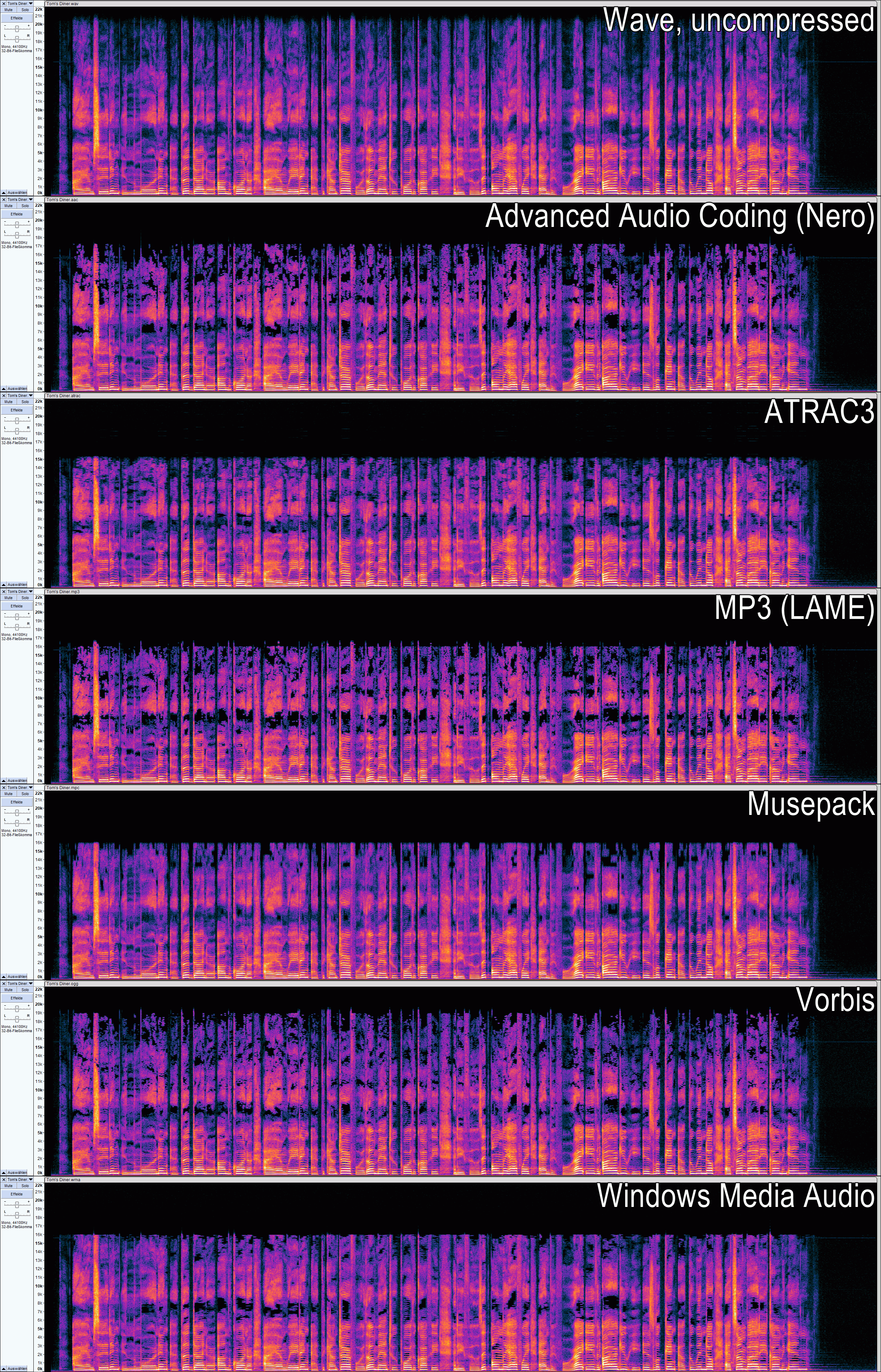
Vergleich mehrerer verlustbehafteter Audiodatenkompressionsverfahren mit einer durchschnittlichen Datenrate von 128 kbit/s und dem Ausgangsmaterial in CD-Qualität mit 1.411 kbit/s. Am Beispiel eines 22 Sekunden langen Ausschnittes des Liedes Tom’s Diner ist deutlich zu erkennen, welche Frequenzen von den verschiedenen Verfahren entfernt wurden.

Windows Media Audio (WMA) ist ein proprietärer Audio-Codec von Microsoft und Teil der Windows-Media-Plattform.
WMA wird zur Audiodatenkompression verwendet und in der Regel mit verlustbehafteter Kompression eingesetzt, vergleichbar dem MP3-Verfahren. Der Codec unterstützt bis zu 24 bit/96 kHz bei einer variablen Bitrate von bis zu 768 kb/s und Raumklang mit bis zu 7.1 Kanälen. Daneben gibt es eine Version, die explizit auf Quellmaterial mit Stimmen ausgelegt ist (Windows Media Audio Voice, ACELP), sowie den verlustfreien Codec Windows Media Audio Lossless.
Das standardmäßige verlustbehaftete Kompressionsverfahren von WMA basiert auf demselben Prinzip wie die MP3-Kompression: Nach einer Umwandlung in eine Frequenz-Amplituden-Domäne werden Maskierungseffekte (nahe Frequenzen, die nicht unterscheidbar sind) oder Töne, die generell nicht hörbar sind (Hörgrenze), gelöscht. Dadurch wird Speicherplatz gespart.
WMA-kodierte Audio-Streams sind in der Regel in ASF-Container eingebettet. Im Falle einer reinen Audio-Datei tragen die Dateinamen zumeist die Endung .wma. Der Content-Type ist audio/x-ms-wma.
WMA unterstützt ferner die Einbindung des DRM-Kopierschutzes, weshalb das Format in vielen Musik-Onlineshops anzutreffen ist.
Neben dem Windows Media Player und anderen auf DirectX-basierenden Software-Playern beherrschen auch einige eigenständige Hardware-Abspielgeräte die Dekodierung von WMA.

## Weitere Audio-Codecs
Andere Verfahren und Formate digitaler Audiodatenkompression sind: AAC, ATRAC, MP3, Musepack, Opus, Vorbis, Speex.